# Kalikho Pul
Kalikho Pul est homme politique indien de l'Arunachal Pradesh,,, né le 20 juillet 1969 au village de Walla (Hawai (en), district d'Anjaw) et mort le 9 août 2016 à Itanagar (Arunachal Pradesh). 

## Biographie
Kalikho Pul fait partie de l'éthnie Mishu Mishmi.
Il est ministre des finances d'État dans le ministère de Gegong Apang de 2003 à 2007. 
Il devient le huitième ministre en chef d'Arunachal Pradesh le 19 février 2016,, Le 13 juillet, il est destitué.
Kalikho Pul est mort le 9 août 2016. Son corps a été découvert dans la matinée du 9 août 2016. Il se serait suicidé par pendaison, au ventilateur de plafond, dans la chambre à coucher de son bungalow de ministre en chef à Itanagar, qu'il occupait encore alors que sa maison était en rénovation. Il laisse dans le deuil trois femmes et quatre enfants. 